# Antoni Leszczewicz
Antoni (Antoine) Leszczewicz (né le 30 septembre 1890 à Abramowszczyzna (paroisse de Wojstom) près de Vilna, alors dans l'Empire russe et mort le 18 février 1943 à Rossitsa en Biélorussie) est un prêtre polonais de la congrégation des Marianistes de l’Immaculée Conception qui a été déclaré bienheureux en 1999. Il est commémoré le 17 février selon le Martyrologe romain. 

## Biographie

### Russie
Il naît au sein d'une famille polonaise et commence ses études secondaires au lycée catholique de la paroisse Sainte-Catherine de Saint-Pétersbourg en 1902, puis entre en 1907 au séminaire catholique de Saint-Pétersbourg, et ensuite à l'académie impériale de théologie de Saint-Pétersbourg et en 1914 il est ordonné prêtre. Il est nommé vicaire à Irkoutsk à la paroisse de l'Assomption, puis à Tchita, et suit ses fidèles qui fuient les conséquences de la révolution d'Octobre vers l'Extrême orient.

### Chine
Il s'installe donc à Harbin en Mandchourie (Chine), où sont réfugiés des milliers d'émigrés de l'ancien Empire russe dont un certain nombre de catholiques. La congrégation des marianistes polonais où il entrera plus tard est dirigée à Harbin depuis 1928 par le P. Fabian Abrantovitch. Il est d'abord prêtre à l'église Saint-Stanislas et enseigne dans les écoles polonaises le latin, le russe et le catéchisme. Il ouvre une crèche, une école pour enfants de familles catholiques pauvres, et construit une petite église, l'église paroissiale Saint-Josaphat, dont il devient le curé en 1924. 

### Pologne et Biélorussie

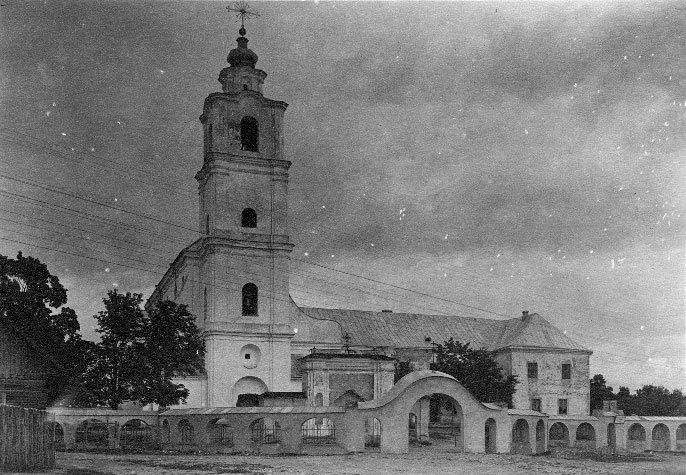
Couvent des marianistes à Drouïa

Le P. Leszczewicz demande à partir pour la Pologne en 1937 et passe par le Japon, où il entend parler du P. Maximilien Kolbe, et prend le bateau pour l'Europe qu'il n'a pas vue depuis de nombreuses années. Il se rend à Rome auprès des marianistes polonais qui l'envoient faire son noviciat en Pologne en 1938. La congrégation des marianistes polonais correspond à ses attentes de congrégation missionnaire moderne. Il prononce ses vœux en juin 1939 et il est aussitôt envoyé à Drouïa à la frontière de la Pologne et de la Biélorussie bolchévique, où la congrégation a ouvert un lycée en 1923, dirigé depuis 1938 par le P. Kulesza. En septembre, les Soviétiques envahissent la région. Le lycée des marianistes est fermé et ils sont expulsés de leur maison, mais curieusement les communistes n'arrêtent pas les prêtres et les religieuses qui peuvent en habit laïc poursuivre un apostolat discret en ville.

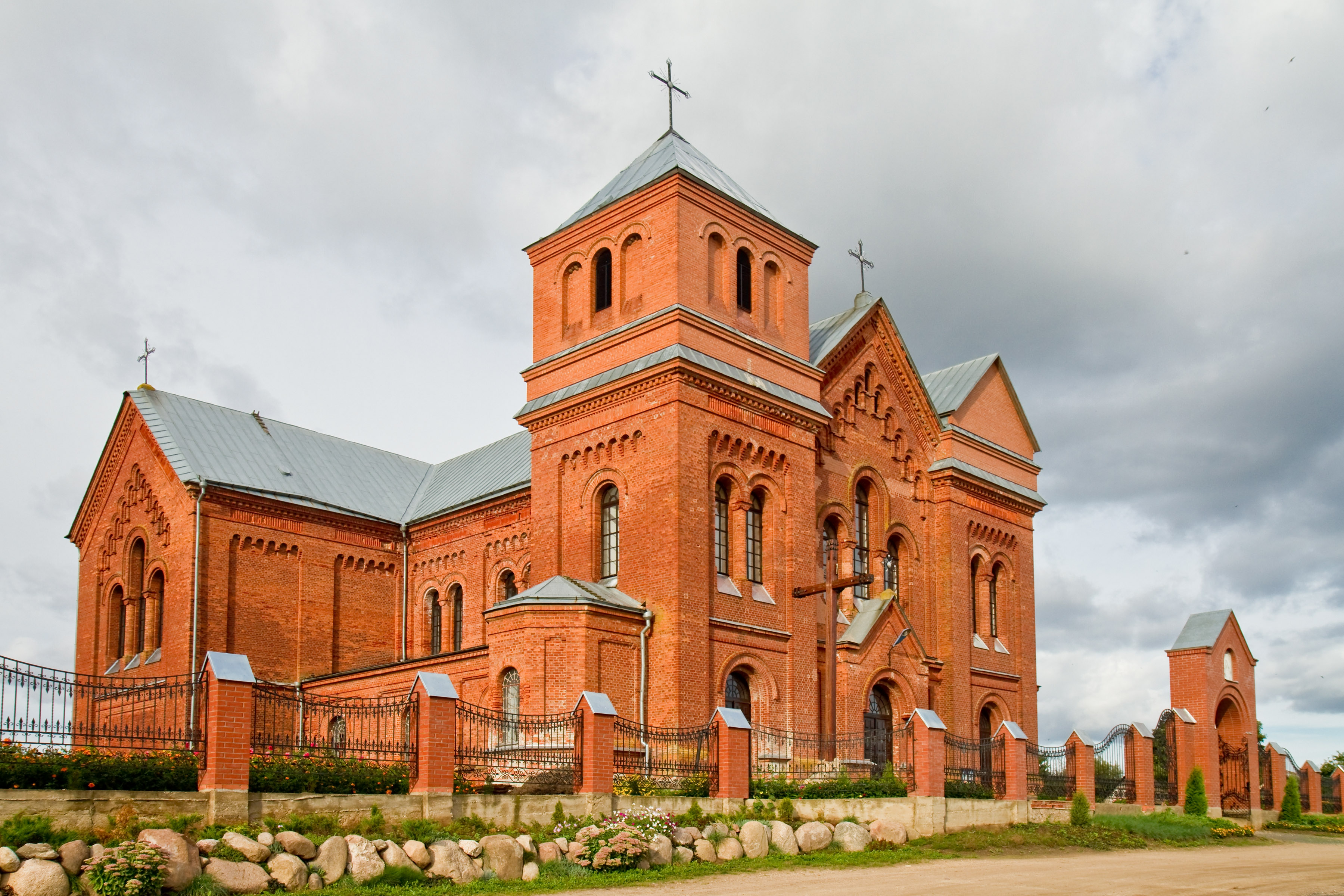
Vue de l'église de Rossitsa

En juin 1941, il décide de passer de l'autre côté de la frontière au-delà de la Dvina occidentale, après que cette région a été occupée par la Wehrmacht, afin de rouvrir les paroisses qui avaient été fermées par les autorités bolchéviques depuis une vingtaine d'années. Il s'installe au village de Rossitsa avec des Sœurs de la congrégation des Servantes de Jésus dans l'Eucharistie et un jeune confrère, le P. Georges Kaszyra, et commence un travail missionnaire et pastoral dans les environs. Peu à peu, les autorités allemandes deviennent méfiantes, craignant le nationalisme biélorusse, favorable à l'URSS.
Une opération de ratissage, l'opération Winterzauber contre les partisans soviétiques, est prévue en février 1943, mais, prévenu, le P. Leszczewski décide de rester au village. Des miliciens ukrainiens et lettons poussés à la vengeance contre les partisans soviétiques et encadrés par des soldats SS allemands enferment un millier d'otages des environs dans l'église de la Sainte-Trinité du village dans la journée du 17 février 1943. 
Le P. Leszczewski se joint à eux pour les confesser et leur donner les derniers sacrements pendant plusieurs heures, tandis que les Sœurs ou des femmes du village font transmettre quelque nourriture et parviennent à faire sortir certains pères de famille et des adolescents. Il ne veut pas les quitter malgré la proposition de l'officier allemand et partage leur sort jusqu'au bout. Des groupes de dix otages environ sont extraits de l'église, enfermés dans des granges environnantes que les miliciens font sauter avec des grenades à intervalles réguliers et d'autres sont fusillés.
Il brûle avec une douzaine de fidèles dans une écurie que les miliciens font sauter dans la nuit du 17 au 18 février. Le P. Kaszyra connaît le même sort quelques heures plus tard.
Reconnu comme l'un des cent-huit martyrs polonais de la Seconde guerre mondiale, il est béatifié par Jean-Paul II le 13 juin 1999.